# Haliplogeton
Haliplogeton is een geslacht van vliesvleugeligen uit de familie Pteromalidae. De wetenschappelijke naam van dit geslacht is voor het eerst geldig gepubliceerd in 1964 door De Santis.

## Soorten
Het geslacht Haliplogeton omvat de volgende soorten:
- Haliplogeton apterygos De Santis, 1964
- Haliplogeton monias De Santis, 1964